# Sisi Superstar
Sisi Superstar, nombre artístico de Simon Fortin, es una artista drag, disc jockey y organizadora de eventos canadiense que compitió en la cuarta temporada de Canada's Drag Race.

## Carrera
Sisi Superstar compitió en la cuarta temporada de Canada's Drag Race. Apareció en dos episodios y fue la primera concursante en ser eliminada. Rachel Shatto de Pride.com escribió: "Ella creó momentos, se centró y ofreció estilos punk alternativos que la hicieron destacar entre una multitud verdaderamente talentosa".
Fuera del drag, Fortin es organizador comunitario, disc jockey, planificador de eventos profesional y compositor.

## Vida personal
Fortin es de Montreal, y usa el pronombre «ella» en drag y los pronombres «él» y «elle» fuera de drag.

## Filmografía
- Canada's Drag Race (4ª temporada)

## Discografía

### EPs
- Demon Tales (2021)

### Singles
- Icy Tears (2021)
- Purest Evil (2021)
- Peach Dream (2021)
- Strawberry Love (2022)
- Blue Crush (2023)
- I’m a Freak (2023)
- Daddle Doo! Bitch! (2023)